# Carlencas-et-Levas
Carlencas-et-Levas is een gemeente in het Franse departement Hérault (regio Occitanie) en telt 121 inwoners (2009). De plaats maakt deel uit van het arrondissement Béziers.

## Geografie
De oppervlakte van Carlencas-et-Levas bedraagt 10,9 km², de bevolkingsdichtheid is dus 11,1 inwoners per km².

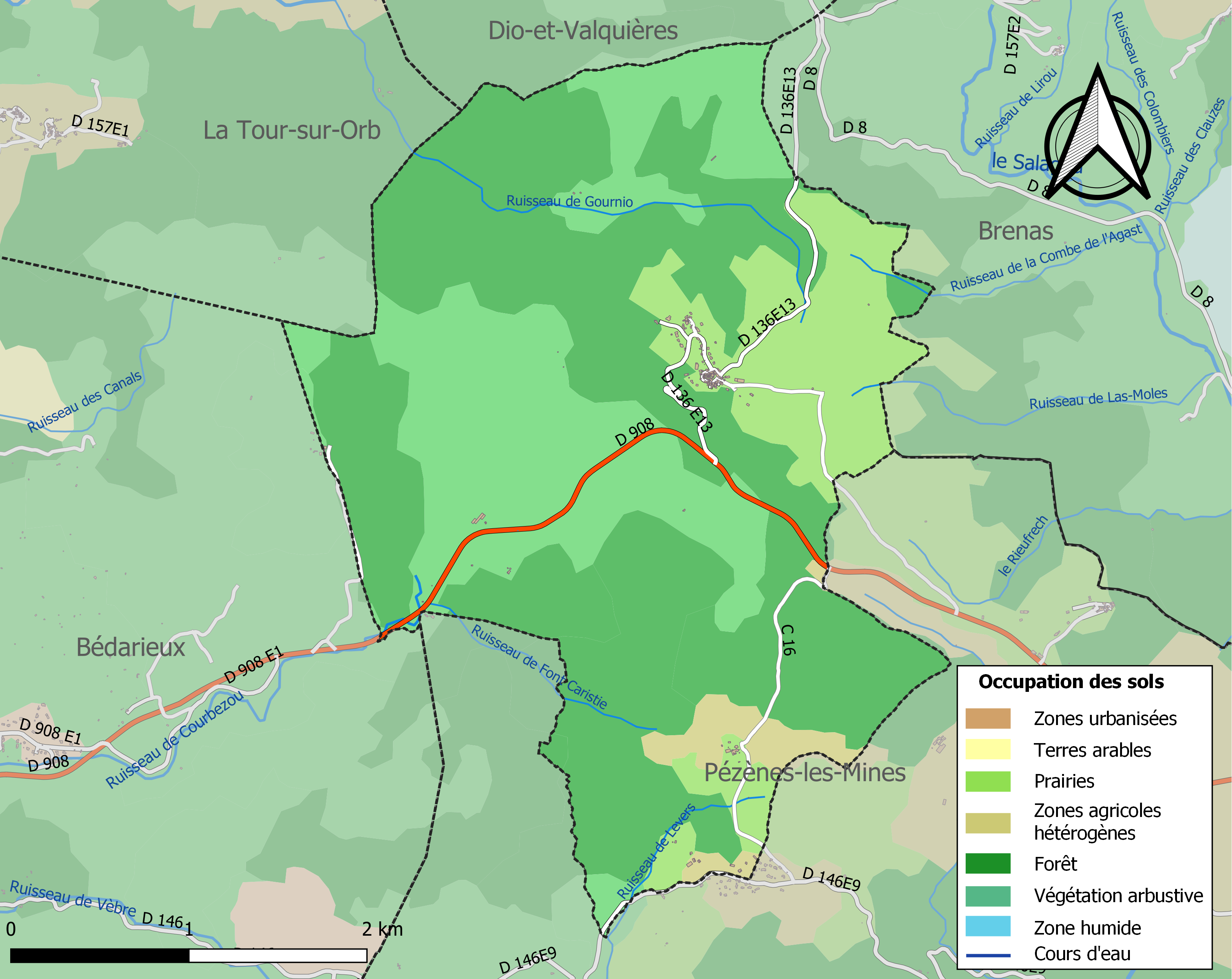
Kaart van de gemeente met de belangrijkste infrastructuur, bodemgebruik en omliggende gemeenten

## Demografie
Onderstaande figuur toont het verloop van het inwonertal (bron: INSEE-tellingen).